# Kandija
Kandija je naselje v Novem mestu na desnem bregu Krke. 
Kandija je bila naselje in sedež ena največjih občin na nekdanjem Kranjskem, občine Šmihel-Stopiče. Leta 1923 je bila Kandija priključena Novemu mestu. Danes skupaj z naseljem Grm tvori novomeško krajevno skupnost Kandija-Grm.
V Kandiji je več bolnišnic in železniško postajališče na progi Ljubljana - Novo mesto - Metlika. S starim delom mesta naselje povezuje več kot sto let star železni cestni Kandijski most, železniški most, novejši cestni most ter Julijina brv za pešce in kolesarje. 
V Kandiji se je rodil olimpionik Leon Štukelj.